# Campo Ramón
Campo Ramón é uma cidade argentina da província de Misiones, localizado dentro do departamento de Oberá. Está a uma latitude de 27° 27' Sul e a uma longitude de 55° 00' Oeste.